# گمینا دولسک
گمینا دولسک (به لهستانی:  Gmina Dolsk) یک گمینا در لهستان است که در شهرستان شرم واقع شده‌است. گمینا دولسک ۱۲۴٫۷۶ کیلومتر مربع مساحت و ۵٬۷۳۲ نفر جمعیت دارد.